# Craig Rivet
Anthony Craig Rivet (North Bay, 13 settembre 1974) è un ex hockeista su ghiaccio canadese.

## Carriera
In NHL ha indossato le maglie di Montreal Canadiens (1994/95, 1995/96, 1996-2004, 2005-2007), San Jose Sharks (2007-2008), Buffalo Sabres (2008-2010) e Columbus Blue Jackets (2010/11).

## Palmarès

### Mondiali
- 1 medaglia:
  - 1 oro (Finlandia 2003)